# クライ・ムキ
クライ・ムキ（本名：倉井 美由紀、1949年2月11日 - ）は、日本のソーイングデザイナー。岩手県花巻市出身。

## 略歴
女子美術短期大学を卒業後、1971年よりフリーデザイナーとなる。
誰でも簡単にできるソーイングを提唱し、「らくらくパターン」を考案。
子育ての体験を生かして子供服を作り始め、1987年から 1998年まで雑誌『手づくりママ キディー』編集アドバイザーをする。
2001年6月にクライ・ムキ株式会社を発足。アトリエでソーイング教室を開催している。
現在は、単行本、TV、セミナーのほか、ミシンのプロデュースなど各方面で活動中。